# سانیا اشتیگلیک
سانیا اشتیگلیک (انگلیسی: Sanja Štiglic؛ زادهٔ ۱۰ مارس ۱۹۷۰) دیپلمات اهل اسلوونی است. اشتیگلیک کارمند دولتی، دیپلمات و سیاستمدار و رئیس سابق هیئت اجرایی یونیسف در سطح بین‌المللی بوده است.
او از ۲۰۰۷ تا ۲۰۱۲ سفیر اسلوونی در سازمان ملل متحد در نیویورک بود و به عنوان رئیس هیئت اجرایی یونیسف در سال ۲۰۱۱ خدمت کرد. در سال ۲۰۱۶ مدیرکل اداره امور چندجانبه، همکاری‌های توسعه و حقوق بین‌الملل شد و در همان سال به سمت وزیر امور خارجه اسلوونی منصوب شد.
او در سال‌های ۲۰۰۳ و ۲۰۰۴ معاون وزیر در اسلوونی و در سال‌های ۱۹۹۶ و ۱۹۹۷ مشاور وزیر امور خارجه بود.